# Euphorbia concanensis
Euphorbia concanensis är en törelväxtart som beskrevs av Janarth. och Shrirang Ramchandra Yadav. Euphorbia concanensis ingår i släktet törlar, och familjen törelväxter. Inga underarter finns listade i Catalogue of Life.